# Mutagènesi
La mutagènesi és un procés mitjançant el qual la informació genètica d'un organisme es canvia de manera estable, ja sia a la natura o experimentalment fen servir productes químics o la radiació. La mutagènesi com a ciència es va desenvolupar especialment per part de Charlotte Auerbach a la primera meitat del segle xx.
Tipus demutagènesi:
- Mutagènesi dirigida
- Mutagènesi insercional
- Mutàgenesi PCR
- Mutagènesi signature tagged
- Mutagènesi site-directed (Mutàgenesi de lloc dirigit)
- Mutagènesi transposó